# Ryōsuke Kijima
Ryōsuke Kijima (木島 良輔 Kijima Ryōsuke?,  nacido el 29 de mayo de 1979 en Mobara, Chiba) es un exfutbolista japonés que jugaba de delantero. Desarrollo toda su carrera como profesional en su país, jugando también brevemente en el fútbol argentino. Fue internacional con Japón a nivel juvenil, integrando el plantel del equipo que terminó como subcampeón en el Campeonato Juvenil de la AFC 1998. Es hermano de Tetsuya Kijima.

## Trayectoria

### Clubes
| Club                                 | País      | Año         |
| ------------------------------------ | --------- | ----------- |
| Yokohama Marinos/Yokohama F. Marinos | Japón     | 1998 - 2002 |
| Defensores de Belgrano (préstamo)    | Argentina | 1999        |
| Oita Trinita (préstamo)              | Japón     | 2002        |
| Oita Trinita                         | Japón     | 2003 - 2005 |
| Tokyo Verdy 1969/Tokyo Verdy         | Japón     | 2006 - 2007 |
| Roasso Kumamoto                      | Japón     | 2008 - 2009 |
| Machida Zelvia                       | Japón     | 2010        |
| Matsumoto Yamaga                     | Japón     | 2011 - 2012 |
| Tokyo Verdy                          | Japón     | 2012        |
| Kamatamare Sanuki                    | Japón     | 2013 - 2017 |
| Maruyasu Okazaki                     | Japón     | 2018        |
| Kamatamare Sanuki                    | Japón     | 2019        |

### Selección nacional
| Selección | País  | Año  |
| --------- | ----- | ---- |
| Sub-20    | Japón | 1998 |

## Palmarés

### Títulos nacionales
| Título         | Club                | País  | Año  |
| -------------- | ------------------- | ----- | ---- |
| Copa J. League | Yokohama F. Marinos | Japón | 2001 |
| J2 League      | Oita Trinita        | Japón | 2002 |

### Distinciones individuales
| Distinción  | Año  |
| ----------- | ---- |
| JFL Best XI | 2013 |